# 朴相範
朴 相範（パク・サンボム、朝鮮語: 박상범、1943年4月10日 - ）は、大韓民国の軍人、公務員。大統領警護室第9代室長、民主平和統一諮問会議事務総長（閣僚級）などを歴任した。

## 経歴

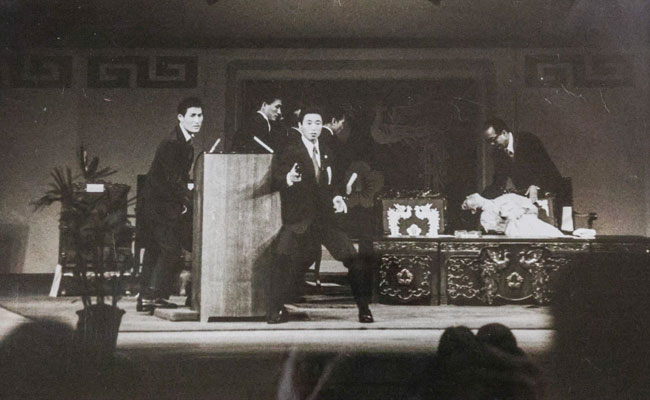
文世光事件発生時の写真。拳銃を抜いて演壇の前で身構えているのが朴相範。

1943年、ソウルに生まれたが、朝鮮戦争中は忠清北道沃川郡の親戚宅に避難していたので沃川出身として扱われることがある。城南中学、高校で柔道・合気道・ボクシング・フェンシングなどをした。高麗大学校法科大学を1964年に卒業し、海兵隊へ入隊。1967年には第2海兵旅団（青龍部隊）第5大隊のM40 106mm無反動砲小隊長としてベトナム戦争に参戦した。1969年、海兵隊大尉として予備役に編入された後、朴鐘圭警護室長の勧めにより大統領警護室の公開採用1期に応募、警護員として採用される。訓練の後、1970年から青瓦台で勤務。
1974年8月15日、文世光事件に遭遇。当時撮影された写真には、朴正煕大統領が身を隠した演壇の前に立ち、拳銃を抜いて客席の方へ身構える朴相範の姿が写っている。1979年10月26日、朴正煕暗殺事件に遭遇。当時随行係長だった朴相範は宮井洞安家（中央情報部施設）の厨房で銃撃され重傷を負うが、事件に居合わせた警護員のうちでは唯一の生存者となった。1981年、全斗煥大統領訪米の事前調査中に車両が転覆する事故に遭う。1983年10月9日、ラングーン事件に遭遇。この時は直接の被害を受けなかったが、部下2人が死亡した。
1983年から1990年まで警護処長、1990年から1992年まで民主平和統一諮問会議事務次長、1993年から1994年まで警護室長を務めた。警護室長在任中は、金泳三大統領の息子金賢哲と対立した。金賢哲が金泳三の私設警護員出身者を警護室に特別採用するよう望んだが、それに朴相範が反対したことが対立のきっかけだった。1994年から1997年まで民主平和統一諮問会議事務総長、1997年から1998年まで国家報勲処処長。その後、民主平和統一諮問会議奨学会理事長を務める。